# Pleszew
Pleszew és una ciutat de Polònia, es troba al voivodat de Gran Polònia, a 90 km al sud-est de Poznań, la capital de la regió. El 2018 tenia 17.437 habitants.

## Agermanaments
- Saint-Pierre-d'Oléron, França
- Spangenberg, Alemanya
- Morlanwelz, Bèlgica